# جوی‌آباد قدیم
محله جوی آباد قدیم جز منطقه یک شهری خمینی شهر و در غرب شهر اصفهان و در خیابان کهندژ قرار دارد.
محله جوی آباد در لهجه محلی اصفهان به جوغباد معروف است. جوی آباد به دوبخش قدیم (دوران ساسانی) و جوی آباد جدید بختیاری  با قدمت ۵۰ ساله تقسیم می‌شود.

## تاریخ
گویش مردم جوی آباد قدیم زبان پارسی است که بسیاری از کلمات زبان پهلوی قدیم هنوز در بین سالخوردگان منطقه رواج دارد. اولین مدرسه به نام منعم در سال ۱۳۲۹ خورشیدی در محل افتتاح گردید که ابتدادر خانه‌های اجاره ای و سپس در مکانی ساخته شد که امروزه آموزشگاه شهید مجبوری در آن بنا شده‌است. طبق آثار تاریخی؛ قدمت منطقه به دوران ساسانیان بر می‌گردد.

## بناهای تاریخی

### پیش از اسلام
قلعه بزرگ معروف به قلعه گبرها که به دوران ساسانی مربوط می‌شده و ابعاد خشتهای آن که ۴۰*۴۰ با ضخامت ۱۴ سانتی‌متر بوده با خشتهای به کار رفته در آتشگاه برابری می‌کرده‌است. این قلعه در دوران سلجوقیان و فددائیان اسماعیلی از آن استفاده نظامی می‌شده‌است. این قلعه در سال ۶۷ تخریب گردید. دیگری عباتکده ای مربوط به زرتشتیان قدیم بوده که در نزد عوام به مسجد خونی شهرت داشته و مربوط به دوره ساسانی بوده که تخریب گردیده‌است.
قلعه بزرگ معروف به قلعه گبرها که به دوران ساسانی مربوط می‌شده و ابعاد خشتهای آن که ۴۰*۴۰ با ضخامت ۱۴ سانتی‌متر بوده با خشتهای به کار رفته در آتشگاه برابری می‌کرده‌است. این قلعه در دوران سلجوقیان و فددائیان اسماعیلی از آن استفاده نظامی می‌شده‌است. این قلعه در سال ۶۷ تخریب گردید. دیگری عباتکده ای مربوط به زرتشتیان قدیم بوده که در نزد عوام به مسجد خونی شهرت داشته و مربوط به دوره ساسانی بوده که تخریب گردیده‌است.

### بعدازاسلام

#### برج کبوتر
کبوتر خانهتاریخی یکی مربوط به دوره صفوی و دیگری مربوط به دوران قاجار بوده‌است کبوتر خانه دوران صفوی خوشبختانه توسط فرهنگدوستان محل درسال۱۳۸۴ به شماره۱۳۶۱۲ به ثبت آثار ملی ایران رسیدومرمت گردید ولی کبوتر خانه عهد قاجاردر جوار خیابان کهندژ به کلی ویران شد. سه مسجد چهارده معصوم (حاج باقر) وامام زمان (سرپل) و مجیر همگی مربوط به دوران قاجار بوده وامروزه با تجدید بنای آنهااثری ازدوران کهن درآنها دیده نمی‌شود.

#### بقیه
چندین سنگ قبر قدیمی مربوط به دوران صفویه به بعد نیز درگورستان قدیمی منطقه یافت شده که در حال نگهداری می‌باشد. هم چنین حمام خزینه ای محل نیز که درضلع شمالی حمام فعلی بوده از آثار سده‌های پیشین بوده‌است که در سال ۱۳۴۶ تخریب و به شیوه بهداشتی تجدید بنا گردید. حمام زنانه امروزه به موزهٔ مردم‌شناسی محل تبدیل شده‌است. حمام مردانه نیز در سال ۹۹ احیا وراه اندازی گردید.

## جمعیت
طیق اولین سرشماری رسمی در سال ۱۳۳۵ جمعیت آن ۱۲۵۲ نفر و در سرشماری سال ۱۳۴۵ جمعیت آن ۱۶۵۴ نفر بوده‌است. ورود مهاجرین از سال ۵۴ و تأسیس منطقه جوی آباد جدید امروزه این منطقه را به یکی از مناطق پر جمعیت تبدیل نموده‌است. احداث خیابان کهندژ درسال ۱۳۴۴ و سردخانه در سال ۱۳۴۷ و دانشگاه مهندسی کار (پیام نور مرکز اصفهان فعلی) و تأسیسات پاسار گاز و چندین واحد ریسندگی و… در دهه ۱۳۵۰ بر رونق این منطقه افزود.

## امکانات شهری

### کتابخانه‌ها
کتابخانه امام علی(ع) یکی از کتابخانه‌های مهم این محله است.

### کتابخانه امام جعفر صادق
کتاب جوی آباد دیاری از دوران کهن نوشته مهدی هوازاده کارشناس ارشد تاریخ درسال ۱۳۸۳ اطلاعات جامع و کاملی از جوی آباد قدیم ارائه می‌دهد و بسیاری از مطالب این نوشته برگرفته از کتاب اوست.

### پارک‌ها
- گلشن
- برج
- پارک علیمردان خان بختیاری

## خیابان‌ها
- کهندژ[۵]
- فهمیده
- شهدا[۵]
- شمس[۶][۷][۸][۹][۱۰][۱]